# Biare (Distrikt)
Biare (kurdisch ناوچەی بیاره Nawçey Biyare) ist ein Distrikt im Gouvernement Halabdscha der Autonomen Region Kurdistan im Irak. Er erstreckt sich über die gebirgige Hawraman-Region entlang der Grenze des Irak zu Iran. Die Bevölkerung besteht überwiegend aus Kurden, die dem Islam angehören. Die Wirtschaft des Distrikts basiert auf der Landwirtschaft und wird durch den Tourismus ergänzt. Seine Hauptstadt ist die gleichnamige Stadt Biare.

## Geographie
Der Distrikt Biare liegt in den Hawraman-Bergen in der Autonomen Region Kurdistan entlang der Grenze des Irak zu Iran. Der Distrikt ist durch steile Täler und hochgelegenes Gelände gekennzeichnet. Eingebettet in Berghänge und Täler ist der Distrikt von verschiedenen Wasserfällen, an Klippen gelegenen Siedlungen und terrassierten Anbauflächen durchsetzt. Saisonaler Schneefall und kalte Winter sind in der Region üblich. Seine Hauptstadt ist die Stadt Biare, die das wichtigste kulturelle und wirtschaftliche Zentrum bildet.

## Bevölkerung
Schätzungen zur Einwohnerzahl sprechen von etwa 4000 Bewohnern, einschließlich gemischter Gemeinschaften in Biare und den umliegenden Dörfern. Die Mehrheit sind Kurden, die dem Islam angehören, den Hawrami-Kurdisch-Dialekt sprechen und starke kulturelle Verbindungen zum iranischen Teil Kurdistans auf der anderen Seite der Grenze haben.

## Wirtschaft
Die Wirtschaft von Biare ist von der Landwirtschaft abhängig; der Distrikt ist bekannt für Walnüsse, Granatäpfel und Feigen. Gastgewerbe und Tourismus sowie traditionelle Handwerkskünste tragen zusätzlich zum Wirtschaftsleben bei. Gebirgsstraßen verbinden Biare mit Halabdscha und Sulaimaniyya, können jedoch im Winter bei Schneefall gesperrt werden. Lokale Taxis und Minibusse bedienen sowohl Einwohner als auch Touristen. In den 2020er Jahren wurden Infrastrukturverbesserungen, darunter neue Straßen, Gesundheitszentren und Abwassersysteme, gebaut.